# 7454 Kevinrighter
7454 Kevinrighter eller 1981 EW20 är en asteroid i huvudbältet som upptäcktes den 2 mars 1981 av den amerikanska astronomen Schelte J. Bus vid Siding Spring-observatoriet. Den är uppkallad efter Kevin Righter.
Asteroiden har en diameter på ungefär 12 kilometer och den tillhör asteroidgruppen Themis.